# Миладин Кораћ
Миладин Кораћ (Ваљево, 1924 — Београд, 2002) био је српски економиста, политичар и универзитетски професор. Кораћ је био декан и редовни професор Економског факултета у Београду.

## Биографија
Рођен 1924. у Ваљеву, где је завршио основну и средњу школу. Економски факултет у Београду завршио 1949, магистрирао (1952) на  Институту друштвених наука у Београду.  Докторску дисертацију одбранио 1956. Запослио се на Економском факултету као асистент 1949. За доцента биран 1956, за ванредног професора  1961. и редовног 1966..
Предавао Политичку економију (од 1956) и Економску теорију самоуправног социјализма (1980-1988),  Предавао и на Високој школи политичких наука  (Факултету политичких наука) у Београду (1961-1966), а повремено и на  другим универзитетива у СФРЈ (Љубљана, Загреб, Сарајево, Скопље).
Био руководилац 8 значајних  истраживачких пројеката у Економском институту, Загреб, Институту за економику инвестиција,Београд, Заводу за економска истраживања Југославенске академије знаности и умјетности (ЈАЗУ), Загреб, Саобраћајном институту, Београд и Научно истраживачком центру Економског факултета у Београду, чији су резултати објављени у 15 књига.
Као асистент борави (1953/54.) на последипломским студијама у Кембриџу (В.Британија), а као ванредни професор  на специјализацији (1961/62) на више познатих универзитета у САД. Као виситинг scholar (1949-1989) посетио 29 страних унверзитета (међу којима Цамбридге у В.Британији, Харвард, Yale, и Berkeley у САД, Uppsala у Шведској и Kyoto у Јапану) а на 18 држао и предавања. Више радова објављено му је на енглеском, руском, немачком, француском, италијанском, шпанском, кинеском и јапанском језику.

## Научни и политички рад
Обављао низ функција  на Факултету и ван њега. На  факултету је био продекан (1962/63) и декан (1963/64), шеф катедре за  Општу економску теорију  (1973-1975) и члан Савета факултета у више мандата. Био је члан  Економског савета Савезне владе одн.  Скупштине (1963-1971), члан Главног одбора /Председништва  SSRN Србије  (1968-1974) и члан Централног комитета СКЈ (1974-1982). Иступио из СКЈ 1989, незадовољан деловањем СКЈ и његових руководстава.
Члан Научне секције Савеза екномиста Југославије од њеног оснивања (1961), од 1996.   редовни члан  Научног друштва  економиста Југославије и члан Научног друштва Србије (од 1977). Године 1981. Изабран је за дописног члана  Југославенске академије знаности и умјетности (ЈАЗУ) Загреб.
Најважнији доприноси налазе се у следећим књигама: Појам односа производње – теоријско критичка анализа („Нолит“, Београд 1957); Проблеми теорије и праксе социјалистичке робне производње („Информатор“, Загреб 1965); Политичка економија – Основи теоријске анализе капиталистичке и социјалистичке робне производње, универзитетски уџбеник („Рад“, Београд, коауторски рад, 10 издања), преведен на албански и на кинески (Пекинг, 1982); Основи теорије дохотка и социјалистичке робне производње („Рад“, Београд 1970); Проблеми и правци развоја самоуправног привредног система. (Институт за економику инвестиција, Београд, 1970), Самоуправна политика дохотка у области наменске расподеле. („Рад“, Београд 1972); Социјалистички самоуправни начин производње, у три тома (Издавачки центар „Комунист“, Београд 1977, 1980. и 1982, у укупном обиму од 1.500 штампаних страна).
Први том је у целини преведен на кинески (Пекинг, 1981), а у скраћеној верзији на јапански (Токио, 1982); Анализа економског положаја друштвеног сектора привреде република и покрајина у стицању и расподели дохотка у периоду 1971-1982 године. (ЈАЗУ, Загреб 1983); Проблеми стицања и расподеле дохотка у СФРЈ. Анализа стања (1977-1985) и могућа решења („Глобус“ и ЈАЗУ – Загреб 1987); Стицање и расподела дохотка и добити у Југославији и Србији у периоду 1980-1990. (Научно истраживачки центар Економског факултета у Београду 1992).
Најзначајнији научни доприноси проф. Кораћа су у постављању теза за оригиналну теорију социјалистичке робне производње и у разради елемената те теорије у тротомном делу: „Социјалистички самоуправни начин производње“.
Пензионисан је 1989. године.

## Награде
За научни рад добио Републичку награду  за друштвене науке СР Хрватске "Божидар Аџија" 1967 године  и Седмојулску награду  СР Србије, 1977 године.
Добио је и седам одликовања:  
- Медаљу за храброст (1945)
- Медаљу заслуга за народ (1946)
- Орден рада III реда (1948)
- Орден рада са златним венцем (1965)
- Орден  републике са сребрним венцем (1973)
- Орден рада са црвеном заставом (1979)
- Орден заслуга за народ  са златним венцем (1987).

## Извор
- http://w3.ekof.bg.ac.rs/nastavnici/bivsi/Korac.html
- http://nds.edu.rs/clanovi/dr-miladin-korac/?lang=lat